# Estrela Velha
Estrela Velha is een gemeente in de Braziliaanse deelstaat Rio Grande do Sul. De gemeente telt 3.777 inwoners (schatting 2009).

## Aangrenzende gemeenten
De gemeente grenst aan Arroio do Tigre, Ibarama,  Júlio de Castilhos, Pinhal Grande en Salto do Jacuí.

## Verkeer en vervoer
De plaats ligt aan de weg BR-481.